# Rehringhausen
Rehringhausen ist ein Ortsteil der Kreisstadt Olpe.

## Geografie
Rehringhausen liegt am Ende des Ahetales. Südwestlich grenzt es an den Olper Ortsteil Stachelau. 
Rehringhausen hat 326 Einwohner (Stand: 31. Dezember 2020). Nördlich vom Dorf grenzt direkt das Naturschutzgebiet Ahetal und Langes Siepen und westlich das Naturschutzgebiet Vockemicke und Konzemanns-Wäldchen. Sonst ist das Dorf von einem Landschaftsschutzgebiet umgeben.

## Geschichte
Erste urkundliche Erwähnung fand Rehringhausen im Jahr 1409. Bis 1969 bildeten Rehringhausen, Altenkleusheim und Neuenkleusheim die eigenständige Gemeinde Kleusheim. Diese wurde am 1. Juli 1969 durch das Gesetz zur Neugliederung des Landkreises Olpe in die Kreisstadt Olpe eingegliedert.
Der Ort verfügt über eine Kirche (St. Nikolaus) und einen Dorfanger, auf dem das jährliche Schützenfest stattfindet. 2007 erreichte Rehringhausen im Wettbewerb Unser Dorf hat Zukunft Bundesgold.

## Vereine
- St. Josef Schützenverein Rehringhausen 1900 e.V
- Musikverein Rehringhausen. Der Musikverein wurde 1950 gegründet.
- MGV Cäcilia Rehringhausen. Der Gesangverein wurde 1925 gegründet.